# CEZIH
CEZIH je skraćenica za "Centralni zdravstveni informacijski sustav Republike Hrvatske". CEZIH je središnji sustav pohrane zdravstvenih podataka i informacija za njihovu standardiziranu obradu na primarnoj, sekundarnoj i tercijarnoj razini zdravstvene zaštite i dio je zdravstvene informacijske infrastrukture Republike Hrvatske.
CEZIH je integralni informacijski sustav kojeg čine strojna i programska komponenta sljedećih pojedinih dijelova sustava:
1. središnjeg dijela integralnog informacijskog sustava
2. dijela integralnog informacijskog sustava u ordinacijama opće medicine/obiteljske medicine
3. dijela integralnog informacijskog sustava u ordinacijama dentalne medicine
4. dijela integralnog informacijskog sustava u ordinacijama zdravstvene zaštite dojenčadi i predškolske djece
5. dijela integralnog informacijskog sustava u ordinacijama zdravstvene zaštite žena
6. dijela integralnog informacijskog sustava u ljekarnama
7. dijela integralnog informacijskog sustava u laboratorijima primarne zdravstvene zaštite
8. dijela integralnog informacijskog sustava u specijalističko-konzilijarnim ordinacijama
9. dijela integralnog informacijskog sustava u bolničkim jedinicama za centralno naručivanje pacijenata.
CEZIH povezuje HZZO, zdravstvene institucije, ljekarne, laboratorije, te ugovorne privatne prakse. Podaci iz osobnog zdravstvenog kartona osigurane osobe dostavljaju se elektroničkim putem u središnji dio integralnog informacijskog sustava CEZIH-a, gdje se čuvaju.
Sustav je započeo s radom 2011. godine.